# コムキャスト・ビルディング
コムキャスト・ビルディング (Comcast Building) はアメリカ合衆国ニューヨーク市マンハッタン区ミッドタウンのロックフェラー・センターにある超高層ビルである。以前の名称は、RCAビルディング（RCA Building, 1933-1988年）、GEビルディング（GE Building, 1988-2015年）であった。所在地の通り名・番地から30ロックフェラー・プラザ、愛称で30ロック、ザ・スラブ（石板）などとも呼ばれている。

## 概要
1933年にアメリカ大手の音響・電器メーカーRCAによって、ロックフェラー・センターの一区画に「RCAビルディング」として竣工された。259m(70階)で、2015年現在、ニューヨークで14番目、アメリカ全体でも32番目に高いビルである。設計者はレイモンド・フッド。ロックフェラー一家は56階の5600号室に住んでいた。
1986年のゼネラル・エレクトリック（GE）によるRCAのM&A（企業買収）に伴い、1989年に「GEビルディング」の名称へ変更された。現在はRCAの中核事業であった3大ネットワークテレビ局・NBCの本社（ヘッドクオーター）として機能している。
現在、ビルはNBCユニバーサル（コムキャスト）とティシュマン・スペイヤー不動産により所有されている。2014年6月、コムキャストは、ビル最上部のGEロゴを取り外し、NBCのシンボルマークであるピーコックとコムキャストのロゴに置き換えることをニューヨーク市歴史建造物保存委員会に申請し、認可を受けた。2015年7月1日にこのロゴの付け替えが行われた。こうして、建物の名称も「コムキャスト・ビルディング」に変更された。

## トップ・オブ・ザ・ロック
トップ・オブ・ザ・ロックは、ビル最頂部に設けられた展望台である。竣工時から運営されたが1986年に閉鎖となり、19年後の2005年に高速エレベータの設置やロビーの再構築など施設を一新させて再オープンした。最上階の68階と屋上の69階、その塔屋の屋上にあたる70階で構成されており、入場券（大人25アメリカドル）を購入して見学することができる。69階にはノベルティショップが有る。

なお、マンハッタンの展望台としてはエンパイアステートビルがより高層であるが、アッパーデッキの先の屋上は、アッパーデッキより一回り小さく作られているため高い柵やガラスなどの安全設備がなく、遮るもののない展望が得られる利点がある。

## レインボー・ルーム
コムキャスト・ビルの65階には、レインボー・ルームという名前のレストランがある。1934年の開業当時は、アメリカで最初の高層階に入ったレストランであった。2009年に一度閉業したが、2014年に再開業した。

## NBCスタジオ
NBCの本社内にはNBCスタジオ、MSNBCのスタジオも備えている。収録される番組と収録スタジオは次の通り。
| スタジオ | 番組                                                                                             | 脚注 |
| -------- | ------------------------------------------------------------------------------------------------ | --- |
| 1A       | トゥデイ デイトラインNBC Countdown with Keith Olbermann                                          | |
| 2K       | MSNBCHD調整室                                                                                    | |
| 3A       | MSNBCメインスタジオ                                                                              | |
| 3B       | ロック・センター・ウィズ・ブライアン・ウィリアムズ NBCナイトリーニュース                         | 2008年大統領選挙の開票センターのスタジオとして使用された |
| 3C       | 空室                                                                                             | |
| 3K       | MSNBC                                                                                            | NBCスポーツのスタジオも対応。 |
| 6A       | ドクター・オズ・ショー                                                                           | かつては『ザ・トゥナイト・ショー』や『レイト・ナイト・ウィズ・デイヴィッド・レターマン』『レイト・ナイト・ウィズ・コナン・オブライエン』のスタジオとして使用されていた。 |
| 6B       | ザ・トゥナイト・ショー・スターリング・ジミー・ファロン en:The Tonight Show Starring Jimmy Fallon | かつてはWNBCのスタジオであった |
| 6C       | NBCデジタルスタジオ                                                                              | ウェブ向け番組のスタジオ |
| 7E       | WNBC番組                                                                                         | |
| 8G       | フットボール・ナイト・イン・アメリカ                                                             | かつてはロージー・オドネル・ショーや、オリジナル版ジェパディ!のスタジオとして使用されていた。                                                                            |
| 8H       | サタデー・ナイト・ライブ                                                                         | かつてはLast Call with Carson Dalyのスタジオとして使用されていた。 |
| 51       | LXニューヨーク                                                                                   | |
|          | 30 Rock                                                                                          | 建物の外観 |

## ギャラリー

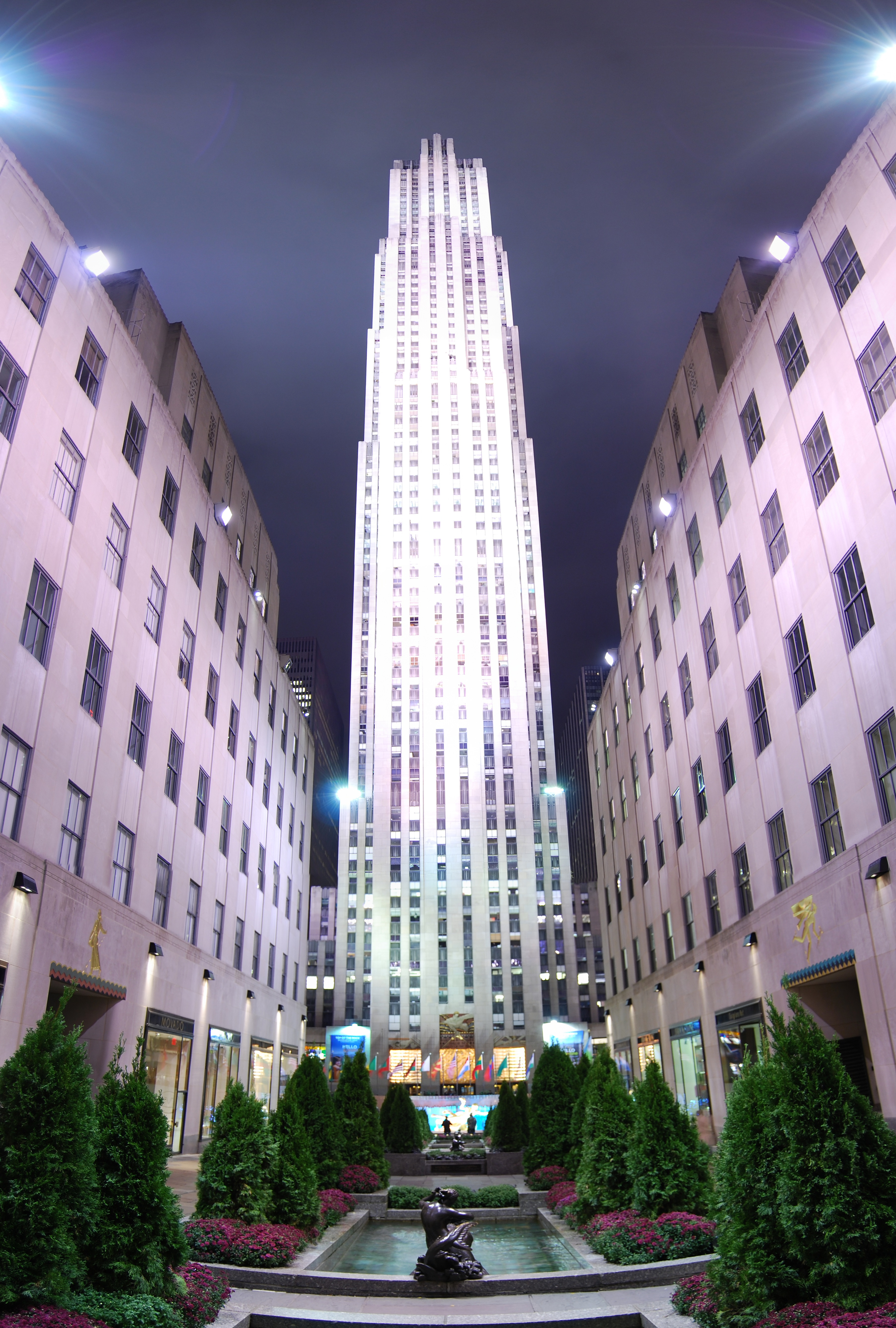
コムキャスト・ビルディング
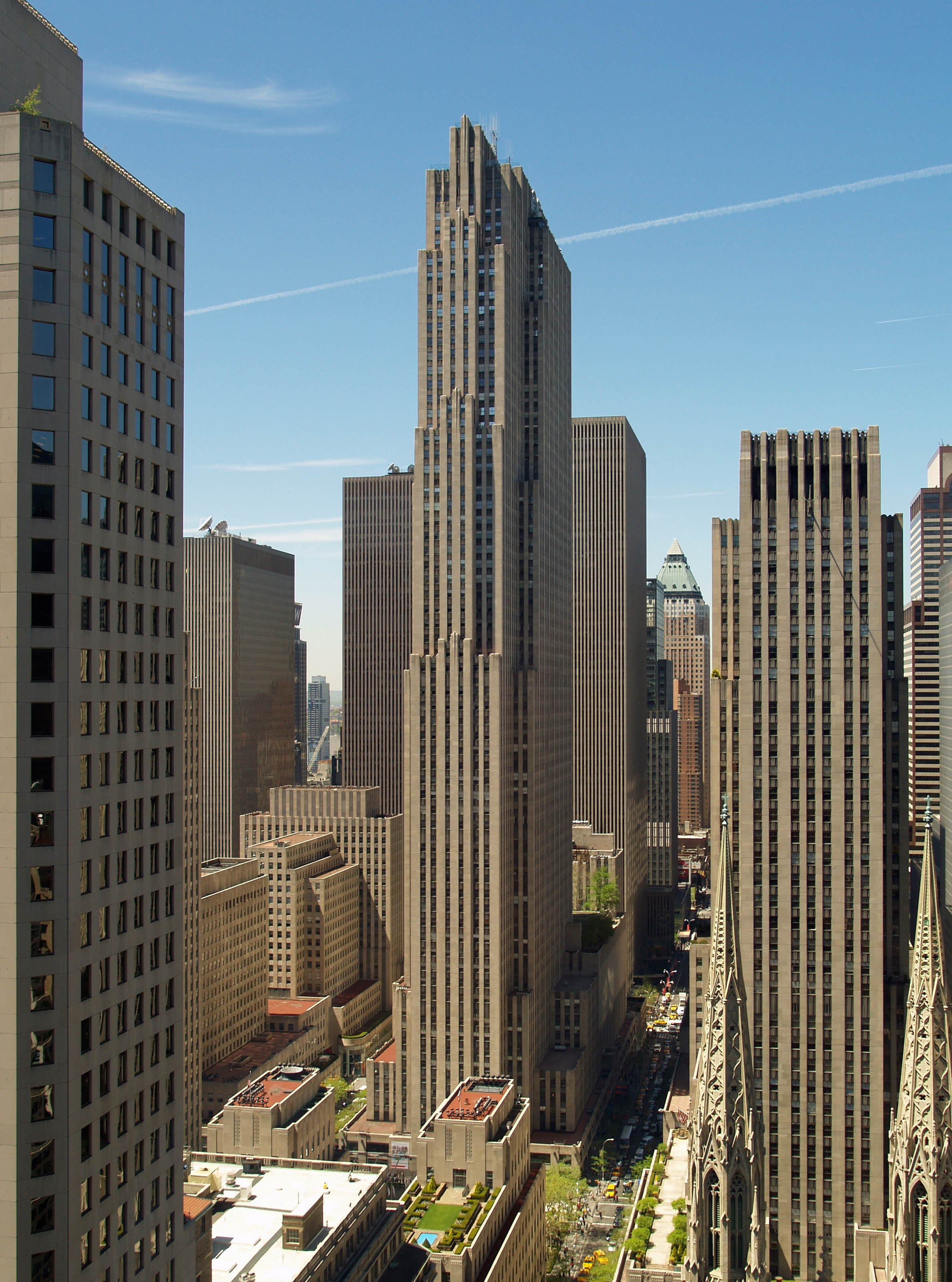
ファサード
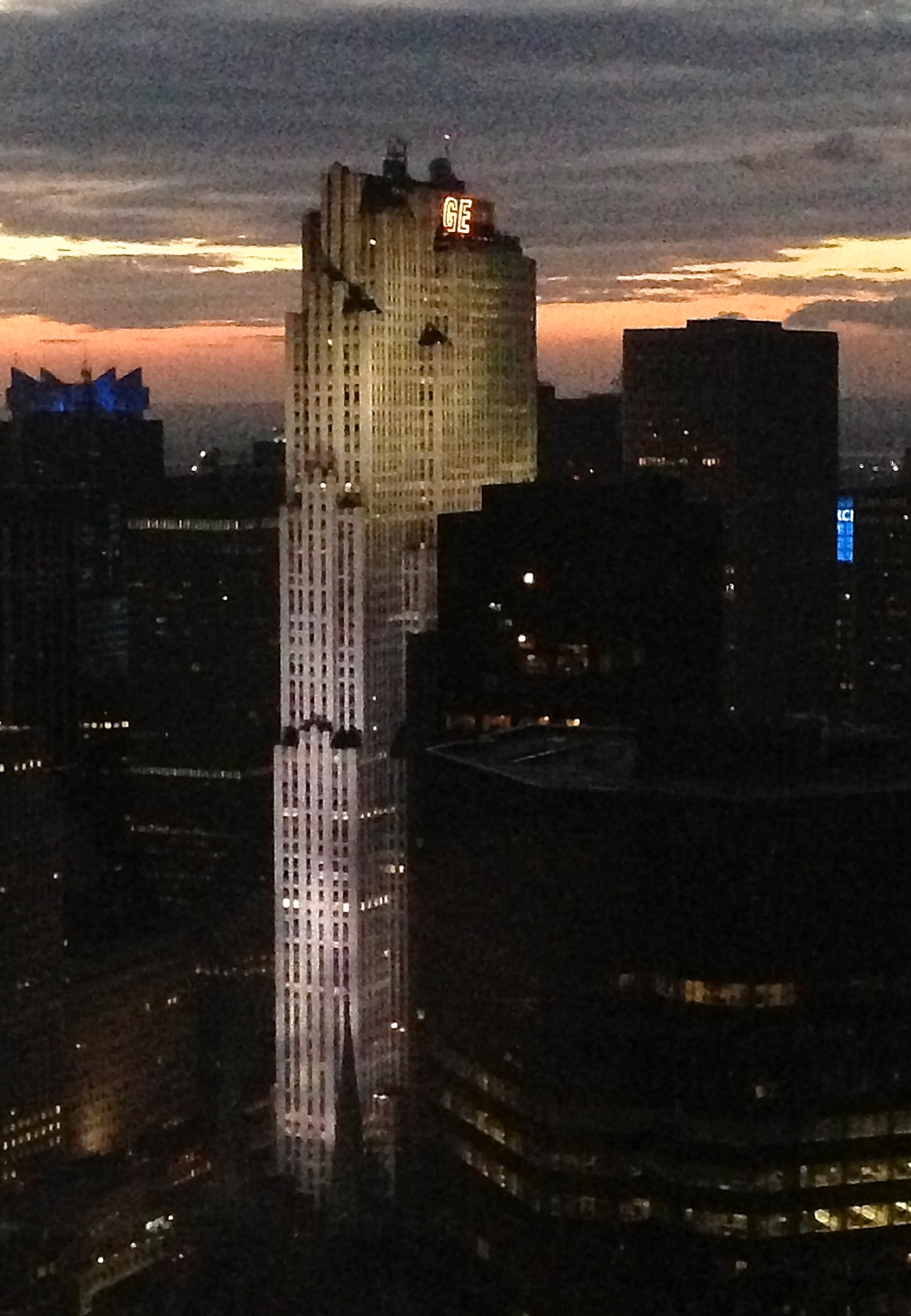
夕暮れにシティグループ・センターから見たコムキャストビル
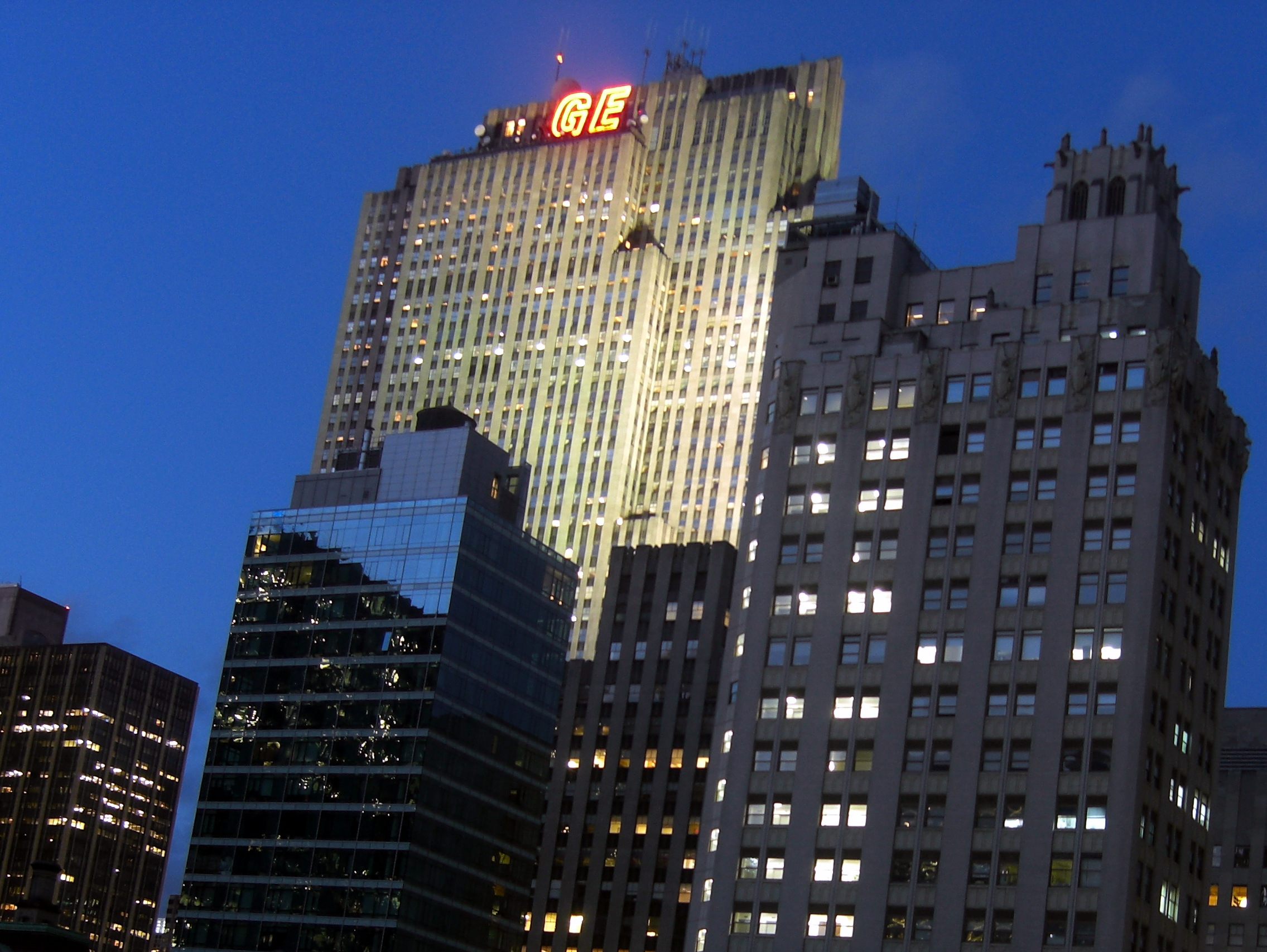
5番街46丁目から見たコムキャストビル
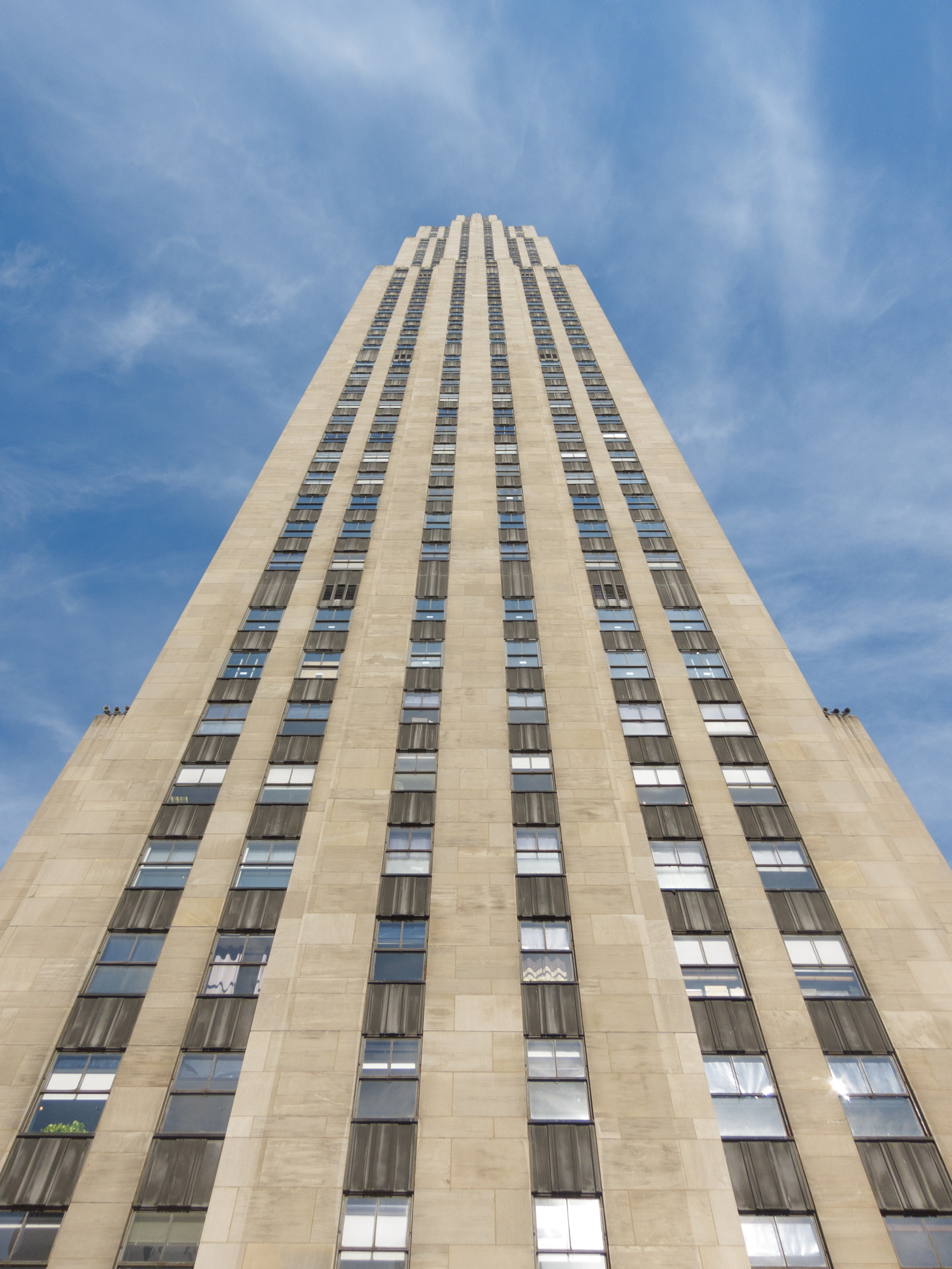
東から見たコムキャストビル
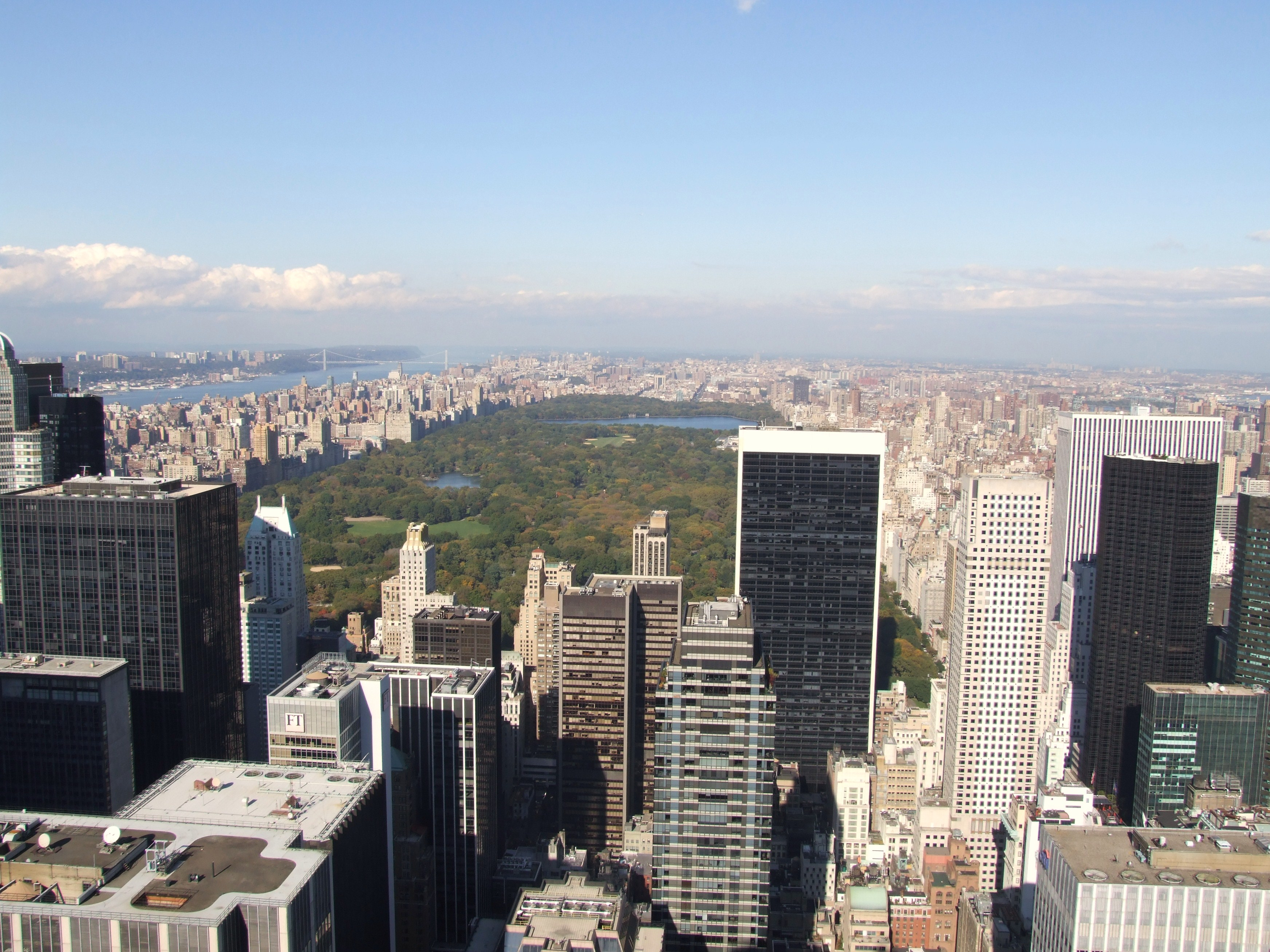
コムキャスト・ビルディングからの眺め